# Amanita vaginata
Amanita vaginata là một loài nấm thuộc chi Amanita trong họ Amanitaceae. Loài này được Jean Baptiste François Pierre Bulliard miêu tả khoa học lần đầu tiên năm 1783 dưới danh pháp Agaricus vaginatus.
Loài nấm này phân bố rộng rãi ở Bắc Mỹ. Một số địa điểm khác như vùng Açores của Bồ Đào Nha, Úc, và Scotland cũng có sự xuất hiện của loài nấm này.